# Julio Garavito Armero
Julio Garavito Armero (Bogotá, 5 de janeiro de 1865 — Bogotá, 11 de março de 1920) foi um astrônomo e economista colombiano.

## Vida
Nascido em Bogotá, foi uma criança prodígio em ciências e matemática. Ele obteve seus diplomas como matemático e engenheiro civil na Universidad Nacional de Colombia (Universidade Nacional da Colômbia). Em 1892, trabalhou como diretor do Observatorio Astronómico Nacional (National Astronomical Observatory). Seus trabalhos investigativos foram publicados em Los Anales de Ingeniería (Os Anais da Engenharia) desde 1890, sete anos antes de assumir a edição da publicação.
Na juventude estudou no colégio San Bartolomé, mas em 1885 teve que interromper temporariamente os estudos por causa das guerras civis que assolavam seu país natal. Durante a Guerra dos Mil Dias, Garavito fez parte de uma sociedade científica secreta chamada El Círculo de los Nueve Puntos (o círculo de nove pontas), onde a condição para admissão era resolver um problema sobre o teorema de Euler. Este grupo esteve ativo até a morte de Garavito. Como astrônomo do observatório, fez muitas investigações científicas úteis, como o cálculo da latitude de Bogotá, estudos sobre os cometas que passaram pela Terra entre 1901 e 1910 (como o cometa Halley) e o eclipse solar de 1916 (visto na maior parte da Colômbia).
Mas talvez o mais importante tenha sido seus estudos sobre mecânica celeste, que finalmente se transformaram em estudos sobre as flutuações lunares e sua influência no clima, nas inundações, no gelo polar e na aceleração orbital da Terra (isso foi corroborado posteriormente). Trabalhou também noutras áreas como a óptica (esta obra ficou inacabada com a sua morte) e a economia, com a qual ajudou o país a recuperar da dura guerra civil. Com esse objetivo, deu palestras e conferências sobre economia e os fatores humanos que a afetaram, como guerra ou superpopulação.

Posteriormente, foi diretor da Comissão Corográfica, criada com os objetivos de desenvolver as ferrovias colombianas e definir a fronteira com a Venezuela. Acredita-se que ele tenha questionado a teoria da relatividade de Albert Einstein. Já foi comparado a dois grandes cientistas do século XIX: José Celestino Mutis e Francisco José de Caldas.